# 离宫增五
飛馬座45，又名BD+18 5046，HD 215510、SAO 108154、HR 8660，是飛馬座的一颗恒星，视星等为6.25，位于銀經86.26，銀緯-34.39，其B1900.0坐标为赤經22h 40m 36.2s，赤緯+18° -34.39′ 21″。